# Xabea levissima
Xabea levissima är en insektsart som först beskrevs av Andrej Vasiljevitj Gorochov 1992.  Xabea levissima ingår i släktet Xabea och familjen syrsor. Inga underarter finns listade i Catalogue of Life.